# София (фильм, 1948)
«София» (англ. Sofia) — американский шпионский фильм 1948 года режиссёра Джона Рейнхардта.

## Сюжет
Шпионский фильм времён Холодной войны. Агент OSS Стив Рорк направлен в столицу Болгарии Софию с заданием вывезти из-за готового захлопнуться «Железного занавеса» после войны работающего на СССР австрийского учёного-ядерщика Эрика Виртеля и его жену. Стив ошеломлён, когда женой учёного оказывается Линда Карлсон, в которую он был влюблён, когда они вместе во время войны работали в Австрии, и считал её погибшей в немецком концлагере. Но учёный интересен и другим — советскому агенту Анне Соколовой, нацисту Питеру Гольцу, который собирается убить его, чтобы учёный-ядерщик не достался никому, и певице кабаре Магде Онеску, работающая как «двойной агент» и на США и на СССР, и влюбляющаяся в Стива.

## В ролях
- Джин Рэймонд — Стив Рорк
- Сигрид Гури — Линда Карлсон
- Патрисия Морисон — Магда Онеску
- Миша Ауэр — Али Имагу
- Фернандо Вагнер — Эрик Виртель
- Джон Венграф — Питер Гольцен
- Джордж Бакстер — Джеймс Брейден
- Чарльз Рунер — доктор Стоян
- Луз Альба — Анна Соколова
- Эгон Запперт — Маров, её спутник
- Чел Лопез — Иван Чодоров
- Хэмил Петров — Дмитрий, коридорный

## Критика
Критик Хэл Эриксон на сайте «AllMovie» отмечает, что «как у мелодрамы у фильма всё получается довольно хорошо», но он наивен как шпионский фильм: «некоторые методы шпионажа забавны, особенно когда подлых русских так легко одурачить с помощью простейших уловок». Сайт «TV Guide» характеризует фильм как «совершенно неправдоподобная картина, которая нажилась на коммунистическом страхе той эпохи… Множество людей разговаривают с плохим акцентом и передают секретные послания в пирожных, но все это делается во имя бессмысленного развлечения».